# Збірна Ангільї з футболу
Збірна Ангільї з футболу — національна футбольна команда, яка представляє Ангілью на міжнародних футбольних турнірах і в товариських матчах. Контролюється Футбольною асоціацією Ангільї. Є членом ФІФА (з 1996 року), КОНКАКАФ (з 1994 року) і КФС.
Станом на 3 квітня 2025 посідає 209-e місце у рейтингу футбольних збірних світу.

## Чемпіонат світу
- 1930 — 1998 — не брала участь
- 2002 — 2022 — не пройшла кваліфікацію

## Золотий кубок КОНКАКАФ
- 1991 — 2002 — не пройшла кваліфікацію
- 2003 — не брала участі
- 2005 — знялася зі змагань
- 2007 — 2025 — не пройшла кваліфікацію

## Кубок Карибських островів
- 1989 — не брала участі
- 1990 — Чемпіонат був перерваний і не дограли
- 1991 – 1998 — не пройшла кваліфікацію
- 1999 — знялася зі змагань
- 2001 — не пройшла кваліфікацію
- 2005 — знялася зі змагань
- 2007 – 2023 — не пройшла кваліфікацію